# ویکتور سوتس
ویکتور سوتس (روسی: Виктор Петрович Соц؛ زادهٔ ۱۹۵۸) وزنه‌بردار اهل شوروی بود.
وی در مسابقات کشوری و بین‌المللی در مجموع برندهٔ ۲ مدال طلا شده‌است.